# Casa de Bonaparte
A Casa de Bonaparte (em francês: Maison de Bonaparte, e em italiano: Casa di Buonaparte) é uma dinastia nobre imperial de origem Córsega. Seu surgimento remonta ao período em que Napoleão Bonaparte, seu fundador, governou o Primeiro Império Francês, entre 1804 e 1814 e depois de 20 de março a 22 de junho de 1815, este último conhecido como governo dos 100 dias. Após sua queda, a Casa de Bourbon, a antiga família real francesa, voltou ao poder, sendo coroado o rei Luís XVIII, irmão do último monarca, Luís XVI. 
Napoleão Bonaparte, fundador da Casa, era um líder militar francês que se notabilizou durante a Revolução Francesa. Por meio de um golpe de Estado, transformou, cinco anos após o golpe, a então República no Primeiro Império Francês (1804-1814). A cerimônia de coroação, presidida pelo Papa Pio VII, teve lugar na Catedral de Notre Dame, em 2 de dezembro de 1804. Num ato de egocentrismo, Napoleão tomou a coroa das mãos do papa e coroou-se imperador, em seguida colocou a coroa na cabeça de Josefina, sua consorte, proclamando-a imperatriz dos franceses.
No período em que governou a França, por meio de vitórias militares obtidas nas guerras napoleônicas, Napoleão Bonaparte retirou de alguns tronos os legítimos monarcas e distribuiu estas Coroas entre sua família. Ele lançou seu Grande Armée (o exército imperial) contra cada grande potência Europeia e dominou grande parte da Europa continental através de uma série de vitórias militares. Ao colocar membros da sua família no trono de estados europeus como a Itália, Holanda, Nápoles e Espanha, fundou uma dinastia, embora os tronos não fossem legítimos aos olhos das outras casas reais europeias da época.
Após ter sido destituída na França em 1815, a Casa de Bonaparte retornaria ao poder em 1852 quando foi proclamado o Segundo Império Francês, liderado por Napoleão III (sobrinho de Napoleão Bonaparte). O novo império, contudo, assim como o primeiro, não se perpetuaria no poder, sendo derrubado durante a Guerra Franco-Prussiana de 1870. 
Como o filho de Napoleão I morreu jovem e sem herdeiros, os pretendentes a chefe da Casa Imperial Francesa vem dos descendentes dos irmãos do imperador. O atual chefe da Casa de Bonaparte é Jean-Christophe Napoléon, que descende da linhagem de Jerônimo Bonaparte, irmão mais novo de Napoleão I.

## Coroas detidas pela Casa de Bonaparte

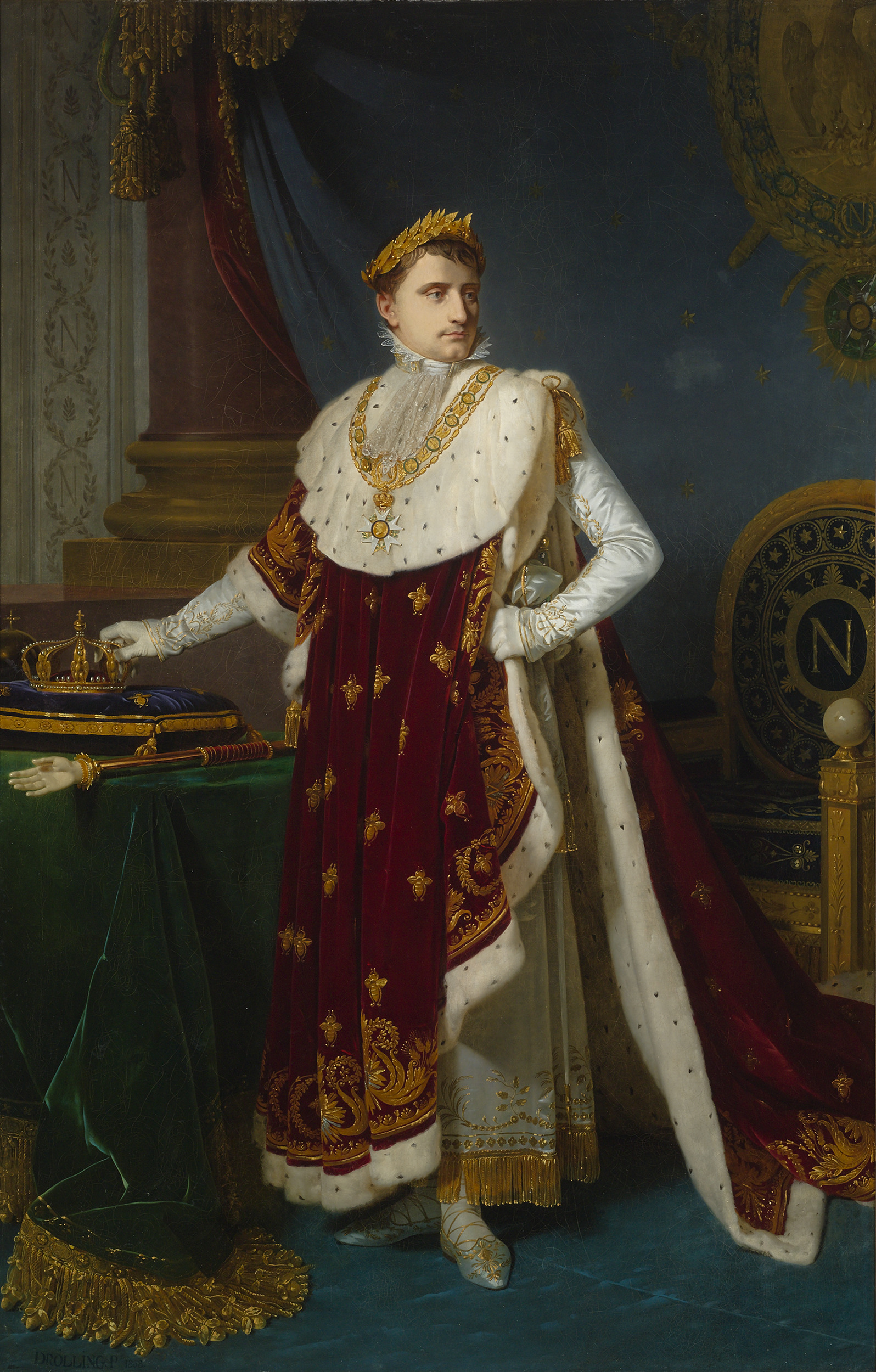
Retrato oficial do Imperador Napoléon I.

Entre as Coroas e títulos de nobreza que a família Bonaparte deteve por meio de imposição militar ou casamentos forçados, estão:

### Imperadores da França
- Napoleão I (1804-1814,1815), também rei da Itália (1805-1814);
- Napoleão II (1815), dito Rei de Roma a partir do nascimento, mas nunca reinou;
- Napoleão III (1852-1870)

### Reis da Holanda
- Luís I (1806-1810)
- Luís II (1810), também Grão-Duque de Berg (1809-1813)

### Reis de Nápoles
- José I (1806-1808)
- Joaquim I (1808-1815)

### Rei da Westphalia
- Jerônimo I (1807-1813)

### Rei de Espanha
- José I (1808-1813)

### Grã-Duquesa da Toscana
- Elisa Bonaparte (1809-1814)[1]

### Princesa de Luca e Piombino
- Elisa Bonaparte (1805 - 1814)[1]

### Chefes
- Napoleão I da França (1804-1821)
- Napoleão II da França (1821-1832)
- José I da Espanha e Nápoles (1832-1844)
- Luís I da Holanda (1844-1846)
- Napoleão III da França (1846-1873)
- Napoleão IV da França (1873-1879)
- Napoleão V da França e (1879-1891)
- Vítor I da França (1891-1926)
- Napoleão VI  da França (1926-1997)
- Napoleão VII da França (1997-)